# Акахочитлан
Акахочитла́н (исп. Acaxochitlán) — посёлок и административный центр одноимённого муниципалитета в мексиканском штате Идальго. Численность населения, по данным переписи 2010 года, составила 4 026 человек.

## История
Посёлок был основан в испанскими колонистами в первой половине VI века.

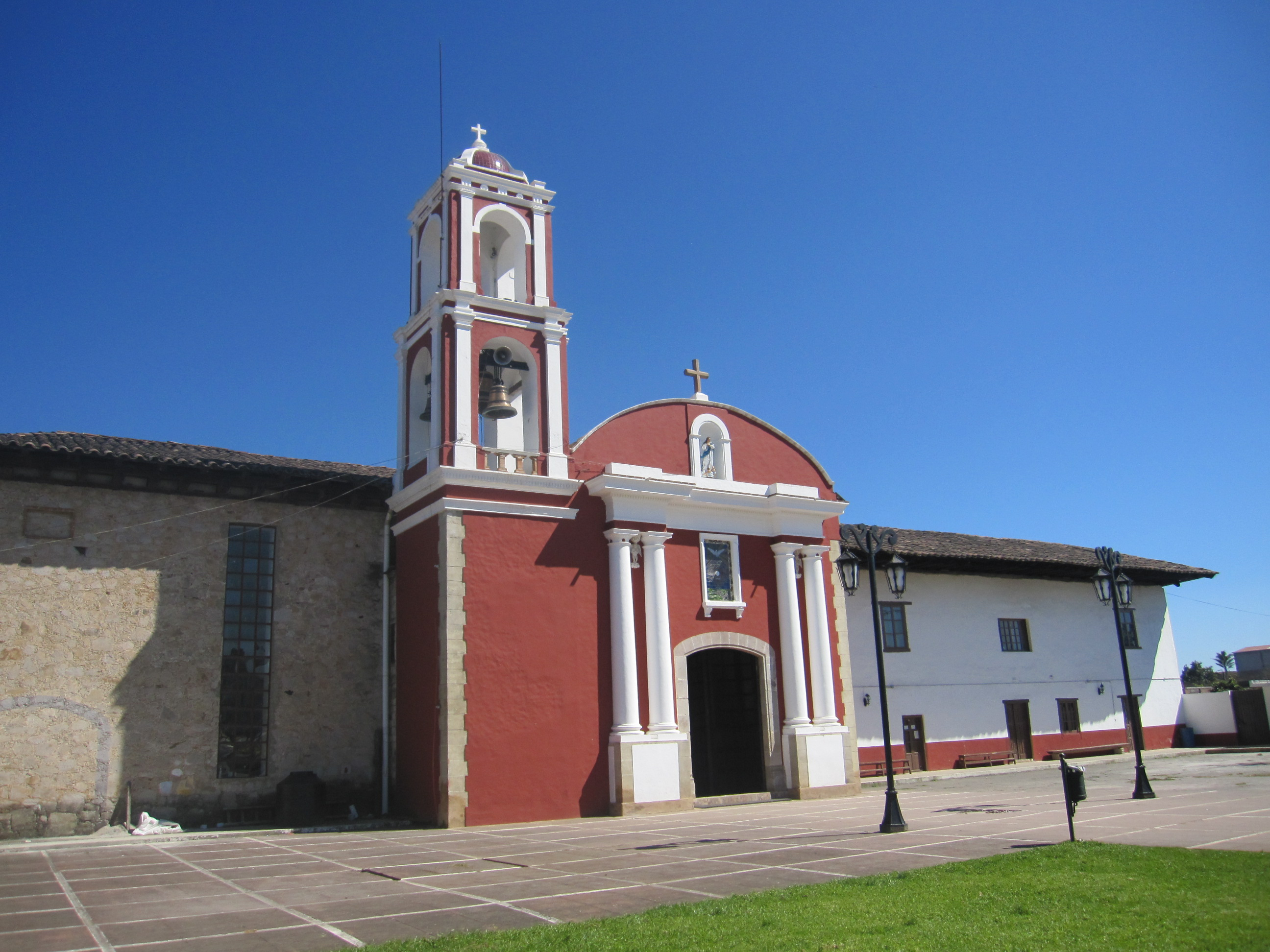
Городская церковь Пресвятой Девы Марии